# Lista de filmes portugueses de 1970
Lista de filmes portugueses de longa-metragem lançados comercialmente em Portugal em 1970, nas salas de cinema.
Notas: Na secção coprodução, passando o cursor sobre a bandeira aparecerá o nome do país correspondente.
| # | Filme                      | Realização              | Género   | Estreia         | Coprodução      |
| - | -------------------------- | ----------------------- | -------- | --------------- | --------------- |
| 1 | Capitaine Singrid          | Jean Leduc              | Aventura | 28 de março     | França · Itália |
| 2 | Os Cinco Avisos de Satanás | José Luís Merino        | Comédia  | 26 de fevereiro | —               |
| 3 | O Cerco                    | António da Cunha Telles | Drama    | 14 de outubro   | —               |
| 4 | O Destino Marca a Hora     | Henrique Campos         | Drama    | 11 de fevereiro | —               |
| 5 | A Maluquinha de Arroios    | Henrique Campos         | Comédia  | 23 de setembro  | —               |